# Funicular de Gelida
El Funicular de Gelida uneix el centre urbà de Gelida amb l'estació de tren de la població, situada a una cota inferior. El funicular s'inaugurà l'1 de novembre de 1924 i és operat per FGC. Els edificis de les estacions estan protegits com a Bé Cultural d'Interès Local.
Actualment només dona servei els caps de setmana amb una vessant més turística.

## Història
El sistema de transport col·lectiu anomenat el Funi va ser inaugurat l'1 de novembre de 1924 amb l'objectiu de connectar l'estació de tren i la zona industrial amb el centre urbà. Els promotors de la idea foren mossèn Jaume Via i Josep Rosell i Massana. L'obra fou dirigida per Santiago Rubió i Tudurí, enginyer del funicular del Tibidabo. Principalment l'utilitzaven els treballadors dels molins paperers, els passatgers del tren i els veïns del barri de Sant Salvador. El 19 de setembre de 1920 s'havia constituït la societat Funicular de Gelida, SA. El 1926 el Funi va transportar aproximadament 100.000 viatgers. S'ha convertit en un dels elements més emblemàtics de Gelida.
Durant els anys 70, el seu ús caigué de forma important i va obligar que el 1977 fos municipalitzat per evitar-ne el tancament.
El 1980, el funicular passà a ser explotat per FGC, que el renovà. Als anys noranta passà a ser un servei turístic amb només ús els caps de setmana. El servei durant la setmana passà a ser substituït per autobusos.
Els efectes de la Gran Recessió i la posterior crisi de deute públic obligaren FGC a reduir despeses i posaren el funicular en risc de tancament. Finalment es donà llum verda a unes obres de renovació. Els vehicles van ser portats a Suïssa per a la seva restauració. Deixà de donar servei el 3 de març de 2016 fins que el funicular es va reobrir el 6 d'abril de 2019.

## Infraestructura
Normalment s'utilitza un sol cotxe per al transport de viatgers mentre que l'altre s'usa simplement per fer el contrapès. El viatge dura 8 minuts amb la possibilitat de fer parada en un punt situat a la part baixa del nucli urbà anomenat Gelida-Baixador.
- Longitud del recorregut: 884 metres.[2]
- Pendent màxim: 22%.[2]
- Desnivell entre estacions: 110 metres.[2]
- Temps de recorregut: 8 minuts.[2]
- Longitud del cable de tracció: 935 metres.[2]
- El cable té un diàmetre de 29,5 mil·límetres i llisca sobre un conjunt de 103 parells de politges.[2]

## Futur
La reobertura en dies feiners està en discussió.